# Jaime Nicola
Jaime Nicola de Oliveira (Quipapá, 18 de janeiro de 1959) é um artista plástico, escultor brasileiro.
Escultor autodidata, tem o apuro técnico e o domínio de diversos materiais, como madeira, pedra calcárea, granito, marfim, pedra sabão, como marca de seu trabalho.
“Busco todo tipo de material que possa trabalhar, desde que tenha ferramenta que corte. Gosto de fazer essas pesquisas, para ter alternativa. A madeira é impressionante - nobre né? -, tem nuances e densidades diferentes, e possibilita diferentes expressões”.
Influenciado pelo Barroco mineiro, no entanto, transitou por vários estilos e temáticas, prendendo-se nos temas regionais e religiosos, sendo conhecido como fazedor de anjos

## Exposições
- 1981 - Integrou a exposição “A Arte do Casual - artesania e criatividade do nordeste”, com Janete Costa, no Rio de Janeiro.[2]
- É verbete no livro Nova fase da Lua - escultores populares de Pernambuco, de Flávia Martins, Rogério Luz, Pedro Belchior e Francisco Moreira da Costa.[nota 1]

## Obras
- Compôs a galeria de arte popular da telenovela A lei do amor, da Rede Globo, em 2016.

## Homenagens
- Condecorado com o título de Cidadão jaboatonense em 2014;[2]
- Teve sua história documentada na série Invenções da Alma - arte popular brasileira, de Ana Cano Milman, Lenora Lohrisch e Emerson Araújo, pela Plural Filmes;[2]